# Caponia natalensis
Caponia natalensis  (лат.) — вид мелких пауков рода Caponia из семейства Caponiidae. Восточная и Южная Африка: Танзания и ЮАР.

## Описание
Длина около 1 см. Один из крупнейших видов своего рода. Основная окраска оранжево-жёлтая. Стернум крупный овальной формы, как и брюшко, которое покрыто короткими волосками. На головогруди развиты все 8 глаз. Имеют только две пары трахей. Ночные охотники, в дневное время прячутся в паутинных убежищах.
Вид Caponia natalensis был впервые описан в 1874 году английским арахнологом и пастором Октавиусом Пикард-Кембриджом (Octavius Pickard-Cambridge, 1828—1917) под первоначальным названием Colophon natalensis O. Pickard-Cambridge, 1874. Таксон Caponia natalensis включён в состав рода Caponia Simon, 1887 (вместе с Caponia abyssinica, Caponia braunsi, Caponia chelifera, Caponia simoni, Caponia capensis, Caponia hastifera, Caponia secunda Pocock, 1900, и другими). Видовое название C. natalensis дано по имени одного из мест обнаружения: провинция Натал (ЮАР).